# Centris ferrisi
Centris ferrisi är en biart som beskrevs av Cockerell 1924. Centris ferrisi ingår i släktet Centris och familjen långtungebin. Inga underarter finns listade.